# Les Lauriers de César
 (avril 2021).
Si vous disposez d'ouvrages ou d'articles de référence ou si vous connaissez des sites web de qualité traitant du thème abordé ici, merci de compléter l'article en donnant les références utiles à sa vérifiabilité et en les liant à la section « Notes et références ».
Les Lauriers de César est le dix-huitième album de la bande dessinée Astérix, publié en 1972, scénarisé par René Goscinny et dessiné par Albert Uderzo.
Il a été pré-publié dans le journal Pilote du no 621 (30 septembre 1971) au no 642 (24 février 1972).

## Résumé
Dans un flash-back expliquant la présence d'Astérix et Obélix à Rome, Abraracourcix et son épouse Bonemine arrivent à Lutèce chez le frère de cette dernière, Homéopatix, riche commerçant avec qui Abraracourcix ne s'entend pas (Homéopatix l'appelle d'ailleurs « Machin »). Bon gré mal gré, Astérix et Obélix escortent leurs deux amis. Lors du dîner, après une dispute au sujet des mets raffinés d'Homéopatix comparés à la nourriture simple du village gaulois, Abraracourcix, ivre, fait un pari avec son beau-frère, promettant de lui préparer un ragoût parfumé avec la couronne de laurier de Jules César. Il ordonne donc à Astérix et Obélix de la lui rapporter.
Pour approcher César, ceux-ci cherchent à se faire embaucher dans son palais ; ils se proposent au marchand d’esclaves Tifus, et sont achetés par Claudius Quiquilfus, qui les emmène chez lui. Astérix et Obélix, qui croyaient être dans un palais de César, cherchent alors à se faire renvoyer. Le premier prépare un repas immangeable composé d'ingrédients trouvés dans la cuisine, mais comme cela a l'effet inattendu de guérir la gueule de bois de Gracchus, fils fêtard de Quiquilfus, les Gaulois ne sont pas renvoyés. L'intendant de la maison, Garedefréjus, devient méfiant et jaloux ; il s'arrange en secret pour faire accuser Astérix et Obélix de tentative d'assassinat sur Jules César.
Quiquilfus envoie les deux Gaulois en mission au palais de ce dernier : ils y sont arrêtés et jetés en prison. La nuit, ils quittent leur cachot pour fouiller le palais, à la recherche de la couronne de laurier de l'Imperator, en vain. Le lendemain, au cours de son procès,  Astérix accélère délibérément sa condamnation à être jeté aux fauves pour être dans le Cirque Maxime en présence de César et de ses lauriers. Mais quand il apprend que César est absent car en campagne contre des pirates, il refuse d'entrer dans l'arène, faisant attendre les spectateurs et les fauves affamés qui finissent par se manger entre eux. Le cirque est évacué, et Astérix et Obélix se retrouvent libres à Rome.
La nuit, dans les rues, ils rencontrent une bande de brigands, se mêlent à eux pour attaquer et voler de riches passants, mais tombent sur le jeune fêtard ivre Gracchus Quiquilfus, qu'ils sauvent de leurs griffes. Gracchus leur apprend que son esclave Garedefréjus a été nommé serviteur personnel de César. Les Gaulois trouvent l'esclave dans une auberge ; il leur apprend que César fera son retour triomphal le lendemain et que lui-même sera chargé de tenir la couronne de laurier au-dessus de la tête du triomphateur, selon l'usage. Astérix persuade Garedefréjus d'échanger la couronne de laurier contre une qu'ils tressent eux-mêmes avec du fenouil. César, paradant avec ses prisonniers pirates (dont Barbe-Rouge, Triple-Patte et Baba), ne s'aperçoit de rien.
Plus tard, au village gaulois, pendant le banquet final, Homéopatix goûte le ragoût aux lauriers de César et le critique. Vexé, Abraracourcix assomme son beau-frère qui atterrit devant Assurancetourix écarté des autres gaulois, ligoté mais non bâillonné.

## Personnages principaux
- Les habitants du village gaulois, dont : 
  - Astérix, guerrier,
  - Obélix, livreur de menhir,
  - Abraracourcix, chef du village,
  - Bonemine, épouse d'Abraracourcix,
  - Idéfix, chien d'Obélix,
  - Panoramix, druide,
  - Agecanonix, vieillard,
  - Cétautomatix, forgeron,
  - Ordralphabétix, poissonnier,
  - Assurancetourix, barde,
- Homéopatix, riche Lutécien, frère de Bonemine et beau-frère d'Abraracourcix,
- Galantine, riche lutécienne, épouse d'Homéopatix ;
- Gâtessos, esclave grec, cuisinier au palais de Jules César,
- Tifus, marchand d'esclaves de luxe, fournisseur de Jules César,
- Claudius Quiquilfus, acheteur d'esclaves,
- Alpaga, épouse de Claudius Quiquilfus,
- Tibia, fille de Claudius Quiquilfus,
- Gracchus Quiquilfus, fils fêtard de Claudius Quiquilfus,
- Garedefréjus, esclave intendant chez Claudius Quiquilfus,
- Tibérius Entreméfrancorus, secrétaire de Jules César,
- Titus Résidus, avocat commis d'office,
- Habeascorpus, chef d'une bande de brigands,
- Les pirates, dont : 
  - Barbe-Rouge (non nommé), chef des pirates,
  - Triple-Patte (non nommé), pirate unijambiste disant des citations latines,
  - Baba (non nommé), vigie des pirates,
- Jules César, imperator romain.

## Analyse

### Scénario
Cet album est le seul qui comporte une narration non linéaire :  l'aventure d'Astérix et Obélix commence à Rome et la raison de leur présence dans cette ville est révélée plus tard par un flashback.
Comme dans Astérix chez les Bretons, Astérix légionnaire et Astérix chez les Helvètes, Idéfix ne participe pas au voyage. On ne le voit que dans la dernière case. Il en va de même pour les habitants du village gaulois : on n'aperçoit Panoramix, Agecanonix, Cétautomatix, Ordralphabétix et Assurancetourix qu'à la fin de l'aventure, au moment du banquet.
C'est également l'album où le village lui-même est le moins présent, n'apparaissant qu'à la dernière page, le reste de l'histoire se déroulant à Rome — et à Lutèce, pour le flashback au début.
Homéopatix incarne tous les traits désagréables du Lutécien vis-à-vis du reste de la Gaule (« le reste de la Gaule, c'est bon que pour les sangliers »), caricature contemporaine du Parisien antipathique et suffisant qui exprime son mépris pour la « Province ». Le personnage est mentionné dans l'album suivant, Le Devin. Il sera repris en 2023 par Fabcaro et Didier Conrad dans L'Iris blanc. Il semble l’archétype du beauf caricaturé par Cabu.
C'est la seule aventure où les soldats romains semblent être pris un peu au sérieux. Devant le palais de Jules César, Obélix, comme à son habitude, souhaite « foncer dans le tas » pour combattre les gardes. Astérix le retient alors par la ceinture, en soulignant que « ces légionnaires là sont d'une autre trempe que ceux de chez nous », et en lui rappelant que la potion magique accroît la force, mais ne rend pas invulnérable.
Dans cet album, Obélix se découvre un goût peu modéré pour le vin. Chez Homéopatix à Lutèce, et à Rome, on le voit souvent en train de se verser un verre, de boire et de dire tout haut « FARPAITEMENT ! », contrairement aux autres albums, où il ne boit pas d'alcool, ou seulement par accident. Par exemple, dans Astérix chez les Bretons, il est ivre après avoir accidentellement bu du vin lors de la recherche du tonneau de potion magique ; Astérix précise d'ailleurs à cette occasion que son compagnon n'a pas l'habitude de boire et qu'habituellement il ne consomme que du lait de chèvre. Dans l'album précédent, Astérix chez les Helvètes, Obélix cuve son vin, inconscient, pendant la périlleuse escalade de la montagne. Mais dans l'album Le Cadeau de César, il noie « ses soucis dans le lait de chèvre » après s'être disputé avec Astérix, preuve qu'il n'a pas l'habitude de boire de l'alcool.

### Références culturelles et artistiques

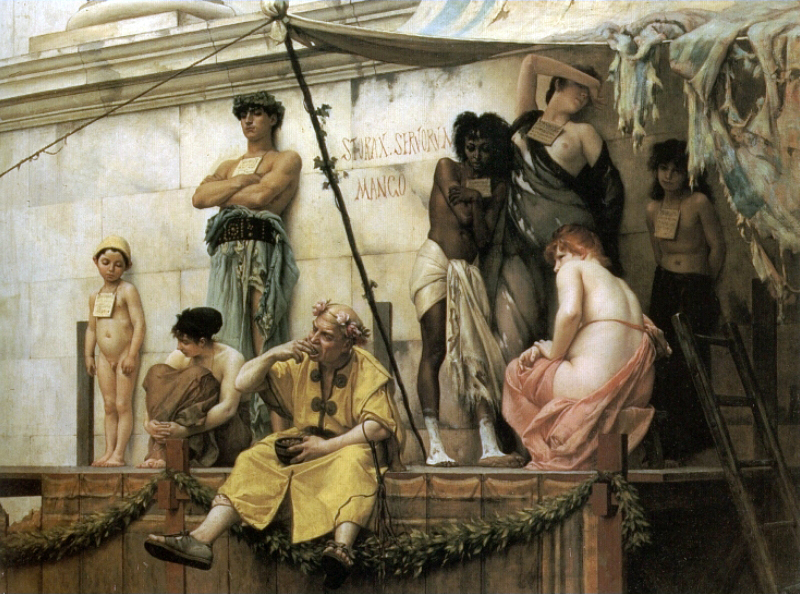
Le Marché aux esclaves de Gustave Boulanger, caricaturé dans Les Lauriers de César.